# Thallarcha homoschema
Thallarcha homoschema är en fjärilsart som beskrevs av Turner 1940. Thallarcha homoschema ingår i släktet Thallarcha och familjen björnspinnare. Inga underarter finns listade i Catalogue of Life.